# Kwak Pom-gi
Kwak Pom-gi (1939-) est un homme politique nord-coréen. Il exerce les fonctions de vice-Premier ministre du 5 septembre 1998 à 2010.